# Wybory parlamentarne w Rosji w 2007 roku
Wybory parlamentarne w Rosji w 2007 roku odbyły się 2 grudnia. Kandydaci ubiegali się o miejsca w izbie niższej rosyjskiego parlamentu – Dumie Państwowej.

## Sondaże przedwyborcze
Ostatnie przedwyborcze sondaże dawały szansę na przekroczenie siedmioprocentowego progu wyborczego czterem ugrupowaniom – prokremlowskiej Jednej Rosji (62%), komunistom (10–12%), Liberalno-Demokratycznej Partii Rosji (8–9%) oraz Sprawiedliwej Rosji (7%).

## Wyniki
| Wyniki Wyborów parlamentarnych w Rosji 2 grudnia 2007 roku. | Wyniki Wyborów parlamentarnych w Rosji 2 grudnia 2007 roku. | Wyniki Wyborów parlamentarnych w Rosji 2 grudnia 2007 roku. | Wyniki Wyborów parlamentarnych w Rosji 2 grudnia 2007 roku. | Wyniki Wyborów parlamentarnych w Rosji 2 grudnia 2007 roku. |
| Partia                                                      | Partia                                                      | Głosy                                                       | %                                                           | Mandaty                                                     |
| ----------------------------------------------------------- | ----------------------------------------------------------- | ----------------------------------------------------------- | ----------------------------------------------------------- | ----------------------------------------------------------- |
| Jedna Rosja                                                 | Jedna Rosja                                                 | 44.714.241                                                  | 64,30%                                                      | 315                                                         |
| Komunistyczna Partia Federacji Rosyjskiej                   | Komunistyczna Partia Federacji Rosyjskiej                   | 8.046.886                                                   | 11,57%                                                      | 57                                                          |
| Liberalno-Demokratyczna Partia Rosji                        | Liberalno-Demokratyczna Partia Rosji                        | 5.660.823                                                   | 8,14%                                                       | 40                                                          |
| Sprawiedliwa Rosja                                          | Sprawiedliwa Rosja                                          | 5.383.639                                                   | 7,74%                                                       | 38                                                          |
| Agrarna Partia Rosji                                        | Agrarna Partia Rosji                                        | 1.600.234                                                   | 2,30%                                                       | 0                                                           |
| Jabłoko                                                     | Jabłoko                                                     | 1.108.985                                                   | 1,59%                                                       | 0                                                           |
| Cywilna Siła                                                | Cywilna Siła                                                | 733.604                                                     | 1,05%                                                       | 0                                                           |
| Sojusz Sił Prawicowych                                      | Sojusz Sił Prawicowych                                      | 669.444                                                     | 0,96%                                                       | 0                                                           |
| Patrioci Rosji                                              | Patrioci Rosji                                              | 615.417                                                     | 0,89%                                                       | 0                                                           |
| Partia Sprawiedliwości Społecznej                           | Partia Sprawiedliwości Społecznej                           | 154.083                                                     | 0,22%                                                       | 0                                                           |
| Demokratyczna Partia Rosji                                  | Demokratyczna Partia Rosji                                  | 89.780                                                      | 0,13%                                                       | 0                                                           |
| razem (Frekwencja: 63%)                                     | razem (Frekwencja: 63%)                                     |                                                             | 100,0%                                                      | 450                                                         |
| Liczba głosujących                                          | Liczba głosujących                                          | 109.145.517                                                 | 63,72%                                                      |                                                             |
|                                                             |                                                             |                                                             |                                                             |                                                             |

## Kontrowersje
- Przedstawiciele partii opozycyjnych wobec proprezydenckiej Jednej Rosji oskarżali władze o liczne nadużycia przedwyborcze. Wyrazem szykan względem opozycji miało być m.in. zatrzymanie lidera Innej Rosji – Garri Kasparowa[3].
- Z powodu opóźnień i restrykcji OBWE odwołała swoją misję wyborczą w Rosji[4]. Sposób organizacji wyborów został skrytykowany m.in. przez niemiecką kanclerz Angelę Merkel[5].
- Przebieg kampanii wyborczej negatywnie ocenili również przedstawiciele Zgromadzenia Ogólnego Rady Europy oraz OBWE w wydanym w tej sprawie wspólne oświadczenie. Z kolei członkowie centralnej komisji wyborczej uznali tego rodzaju zarzuty za polityczne zamówienie zza oceanu[6].